# Шабона (Илиноис)
Шабона (енгл. Shabbona) град је у америчкој савезној држави Илиноис.

## Демографија
По попису из 2010. године број становника је 925, што је 4 (-0,4%) становника мање него 2000. године.
| Група             | 2000.       | 2010.       |
| Белци             | 910 (98,0%) | 898 (97,1%) |
| Афроамериканци    | 2 (0,2%)    | 2 (0,2%)    |
| Азијати           | 0 (0,0%)    | 1 (0,1%)    |
| Хиспаноамериканци | 10 (1,1%)   | 15 (1,6%)   |
| Укупно            | 929         | 925         |